# Squatina
Squatina (Duméril, 1806) è un genere di pesci cartilaginei comunemente noti come squali angelo o squadri. È l'unico genere della famiglia Squatinidae Bonaparte, 1838 e dell'ordine Squatiniformes Buen, 1926.
Comprende 16 specie, caratterizzate da corpi grossi e pinne pettorali ampie, che li fanno assomigliare a delle razze più che a degli squali. Gli Squali angelo sono presenti in diverse zone del mondo caratterizzate da mari tropicali e temperati. La maggior parte delle specie vive in acque poco profonde, ma alcune colonizzano fondali fino a 1300 m.

## Aspetto

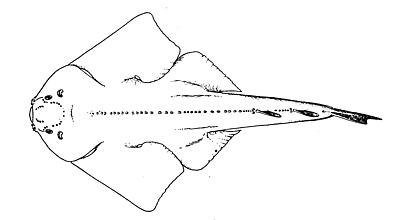
Squatina dumeril.

Questi squali sono caratterizzati dalla parte anteriore che è tozza a ampia, mentre quella posteriore è più affusolata, come accade negli altri ordini di squalo. Gli occhi e gli spiracoli (o sfiatatoi) sono al di sopra della testa, mentre le cinque fessure branchiali sono in basso anteriormente alle pinne pettorali. Sia le pinne pettorali che quella pelvica sono piuttosto larghe e sono tenute in posizione orizzontale dall'animale. Gli squali angelo presentano due pinne dorsali e sono invece privi di pinna anale. Il lobo inferiore della pinna caudale è più lungo del superiore, particolare questo inusuale in uno squalo. 
La maggior parte delle specie non supera il metro e mezzo di lunghezza, mentre si sa che lo Squatina japonica può raggiungere i 2,50 m.
Gli Squali angelo possiedono mascelle estendibili, che gli permettono di scattare rapidamente addosso alle prede per catturarle. 
I denti sono lunghi e sottili. Questi squali si ricoprono di sabbia ed attendono sul fondale le prede, che possono essere pesci, crostacei, e vari tipi di molluschi.

## Riproduzione
Sono squali con riproduzione vivipara aplacentata, che mettono al mondo da 7 a 13 cuccioli alla volta.

## Comportamento
Di solito non sono aggressivi, ma mordono se sono calpestati o toccati. Se ignorati non attaccano l'uomo.

## Interazione con l'uomo
Sono stati considerati privi di valore economico per molti anni, ma nel 1978 Michael Wagner, un mercante di pesce a Santa Barbara, in California, ha iniziato a catturarli e nel 1984 circa 310 tonnellate di questi squali erano state pescate in California. La pesca ha danneggiato seriamente le varie specie californiane, ed è ora regolata da leggi.

## Conservazione
Questo sottordine è fra i più minacciati dall'estinzione, a causa della pesca indiscriminata (soprattutto nel sudest asiatico). Inoltre, questi squali particolari si riproducono piuttosto lentamente. Le femmine mettono al mondo mediamente 7 neonati a parto.
Oltre la metà delle specie è stata studiata dall'IUCN (Unione Internazionale per la Conservazione della Natura), risultano in pericolo critico (IUCN: CR) 3 specie, in via di estinzione (IUCN: EN) 3 specie, vulnerabili in futuro (IUCN: LR/nt) una specie, con situazione meno preoccupante, specie un tempo definite localmente comuni (IUCN: LC) 2 specie, con dati scarsi (IUCN: DD) 3 specie, e specie non inserite negli elenchi IUCN 6 specie.
Solo recentemente, in alcuni stati, questi squali sono protetti con apposite leggi locali, ma tuttora non sono inseriti nella Convenzione di Washington CITES, che protegge attualmente solo 3 specie di squali, che sono considerate vulnerabili dall'IUCN, cioè in diminuzione in alcune zone o areali distributivi.
Nell'aprile del 2008 il governo del Regno Unito ha deciso di proteggere completamente gli squali angelo tramite il Wildlife and Countryside Act, dato che erano praticamente estinti dalle loro acque territoriali.

## Tassonomia
Il genere Squatina comprende le seguenti specie:
- Squatina aculeata (Cuvier, 1829)
- Squatina africana (Regan, 1908)
- Squatina albipunctata Last & White, 2008
- Squatina argentina (Marini, 1930)
- Squatina armata (Philippi, 1887)
- Squatina australis (Regan, 1906)
- squatina caillieti (compagno, 2011
- Squatina californica (Ayres, 1859)
- Squatina dumeril (Lesueur, 1818)
- Squatina formosa (Shen & Ting, 1972)
- Squatina guggenheim (Marini, 1936)
- Squatina heteroptera Castro-Aguirre, Pérez & Campos, 2007
- Squatina japonica (Bleeker, 1858)
- Squatina legnota Last & White, 2008
- Squatina mexicana Castro-Aguirre, Pérez & Campos, 2007
- Squatina nebulosa (Regan, 1906)
- Squatina occulta Vooren & da Silva, 1992
- Squatina oculata (Bonaparte, 1840)
- Squatina pseudocellata Last & White, 2008
- Squatina punctata (Marini, 1936)
- Squatina squatina (Linnaeus, 1758)
- Squatina tergocellata (McCulloch, 1914)
- Squatina tergocellatoides (Chen, 1963)
  - Eastern Australian angelshark,  Squatina sp. A (nome scientifico provvisorio)
  - Western Australian angelshark,  Squatina sp. B (nome scientifico provvisorio)
  - Cortez angelshark, Squatina sp. (nome scientifico provvisorio)

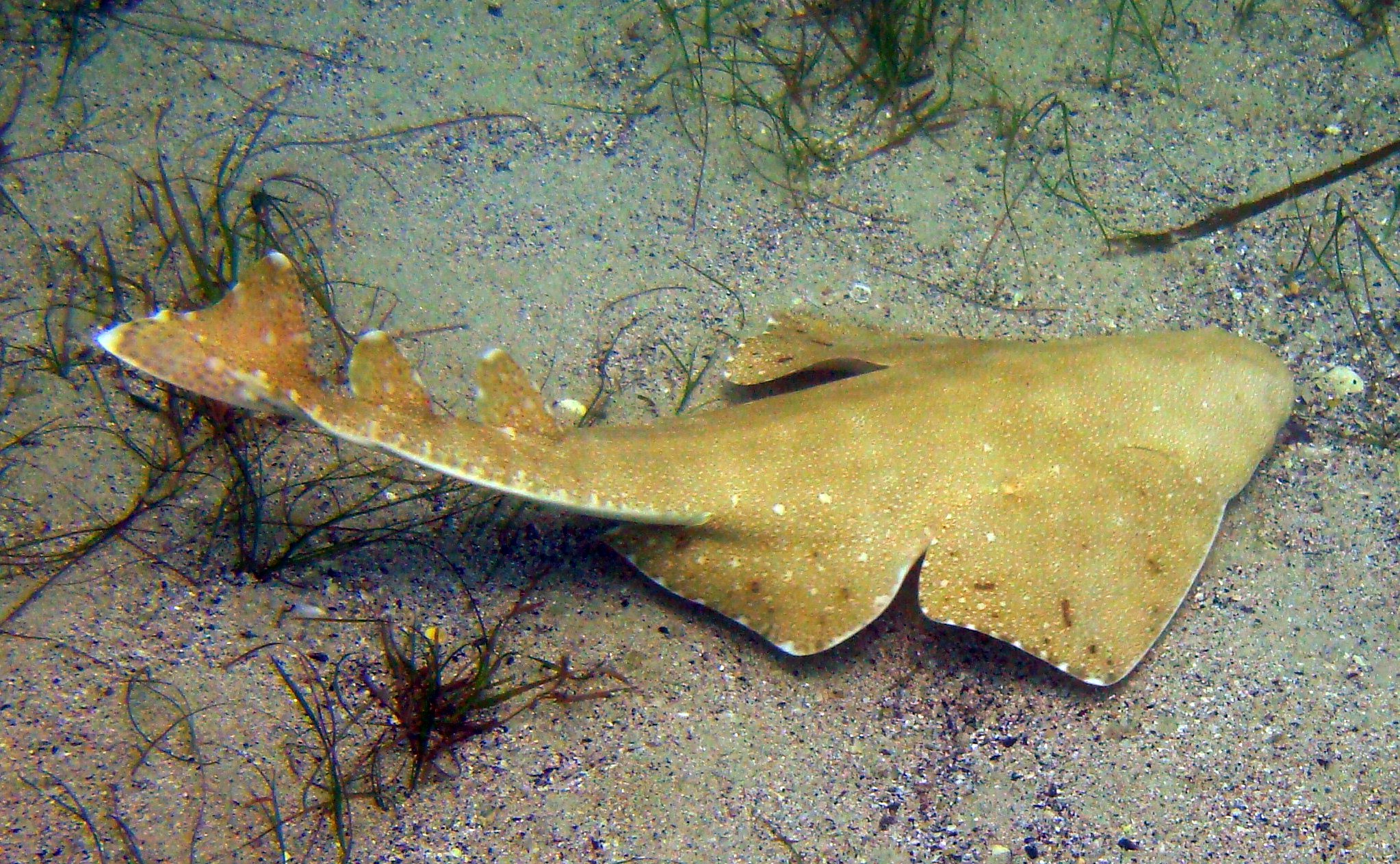
Squatina australis
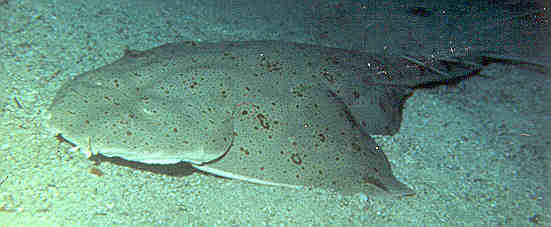
Squatina californica
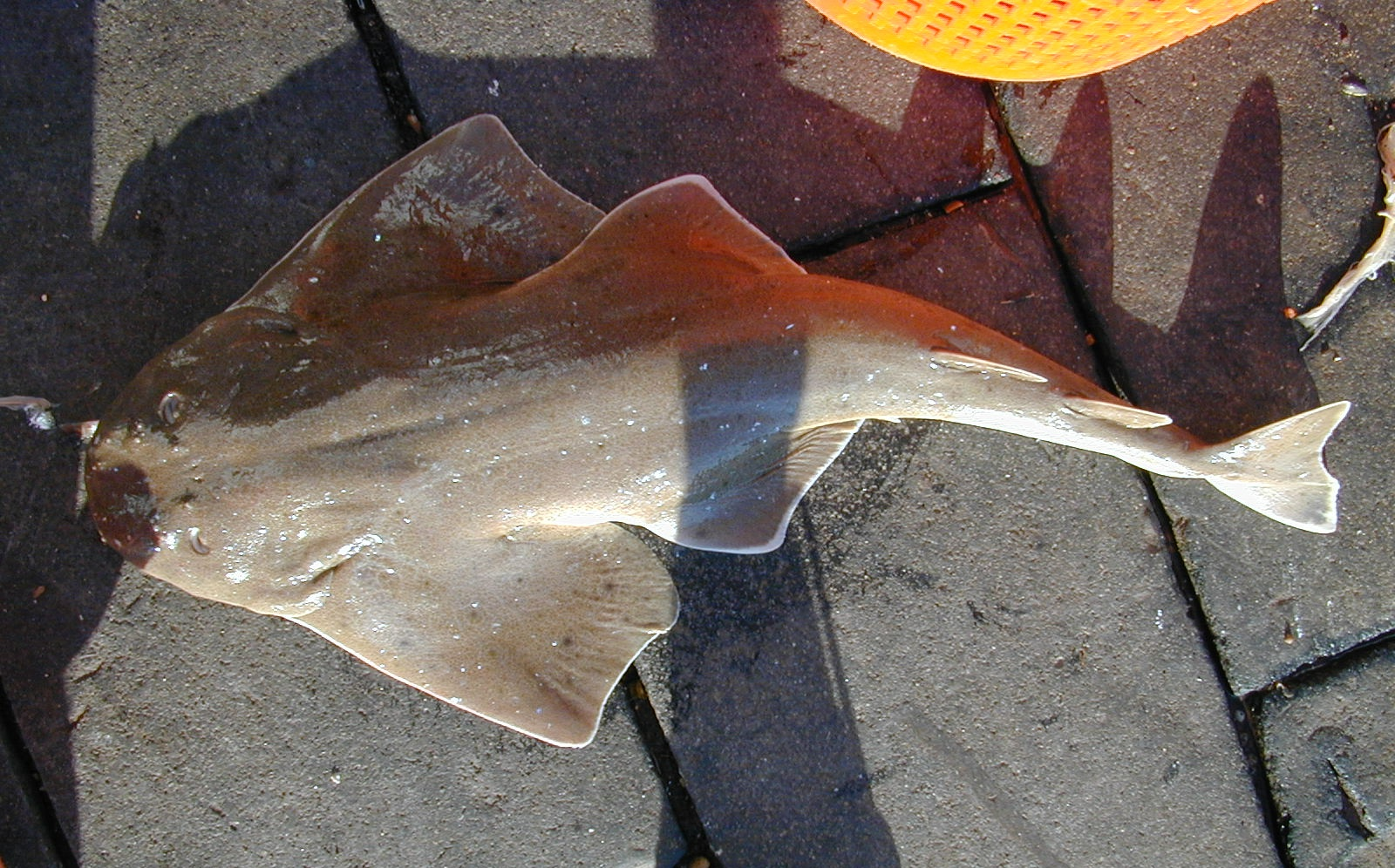
Squatina dumeril
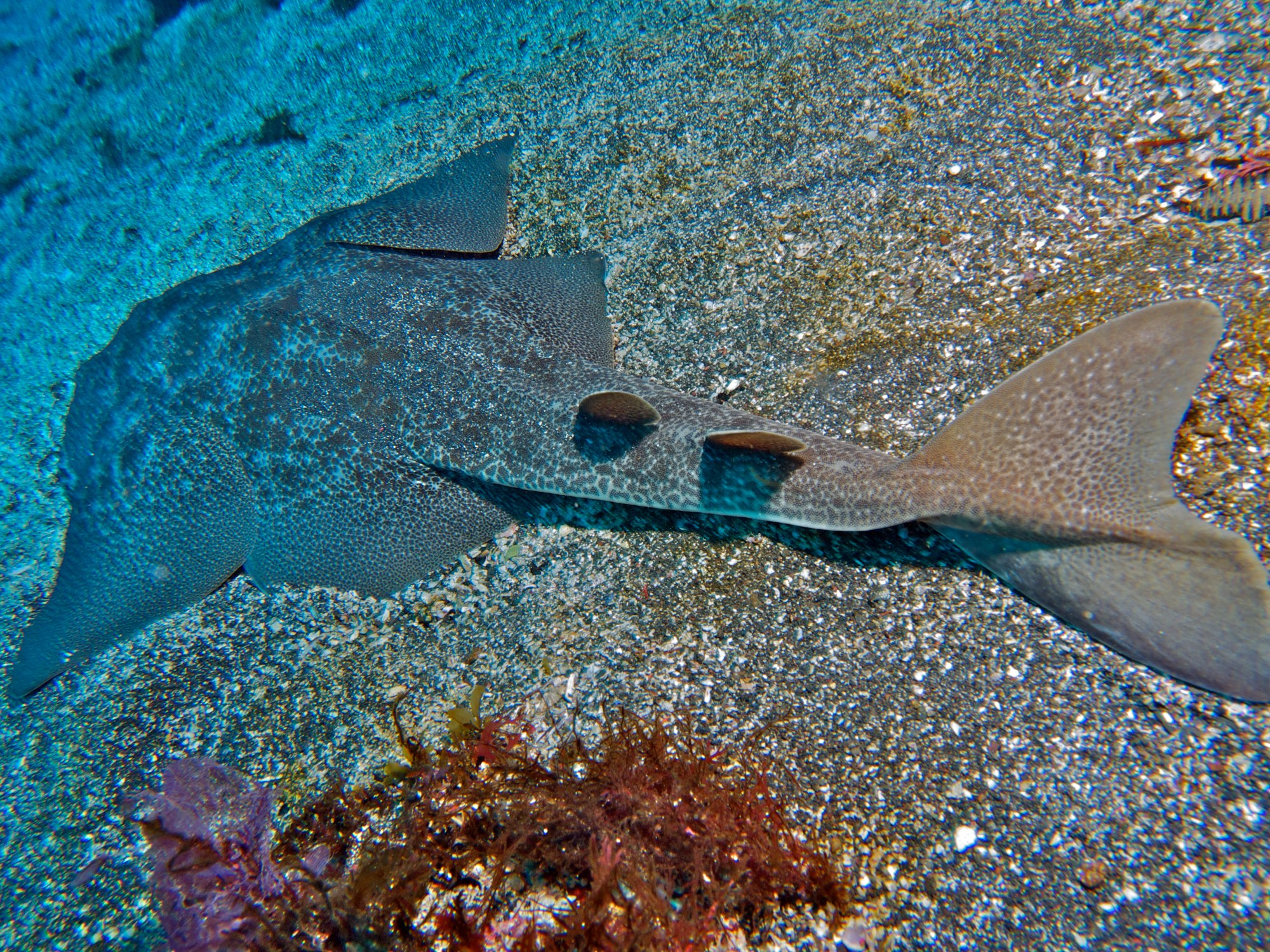
Squatina japonica
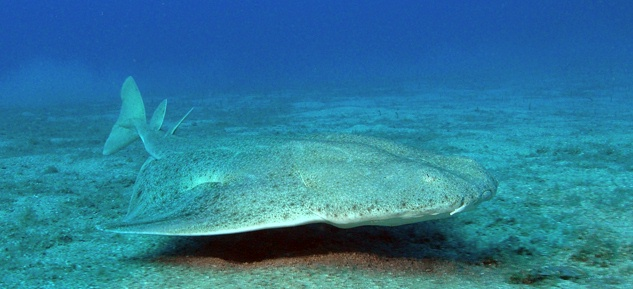
Squatina squatina

## Le specie delle acque italiane
Si tratta di animali molto rari nelle acque territoriali italiane. In questo elenco delle specie viventi nelle acque territoriali Italiane vengono riportate le specie certe che hanno più di 10 ritrovamenti registrati.
- Subordo Squatiniformes BUEN, 1926
- Familia Squatinidae BONAPARTE, 1838
- Genus Squatina DUMERIL, 1806
  - Squatina aculeata DUMERIL, 1829 - squadrolino
  - Squatina oculata BONAPARTE, 1840 - squadro dalla pelle rosa
  - Squatina squatina (LINNÉ, 1758) - squadro o pesce angelo

Secondo alcuni autori per le acque italiane la specie più grande Squatina squatina sarebbe già estinta.